# Leo e Tig
Leo e Tig (Leo & Tig) è un cartone animato russo. In Italia va in onda su Rai Yoyo.

## Trama
Nella taiga della Siberia vivono due cuccioli molto diversi tra di loro: Leo, il leopardino dell'Estremo Oriente, e Tig, il tigrotto siberiano. Insieme ad altri personaggi,  affrontano pericolose avventure per salvare gli altri animali.

## Personaggi
- Leo: Un leopardo dell'Amur piuttosto amichevole. È il protagonista della serie. Doppiato da Arlanna Vignoli.
- Tig: un tigrotto siberiano, protagonista della serie. Doppiato da Mattia Fabiano.
- Mila: una donnola. Doppiata da Giulia Catania.
- Fratelli Martora: Martore dalla gola gialla, gli antagonisti.
- Redyara: una lince. Doppiata da Monica Ward.
- Mapa Pandiga: un vecchio orso nero molto saggio e che dà sempre consigli a Leo e Tig.

## Episodi
1. La pelle del Sole
2. La caverna misteriosa
3. Autunno nella Taiga
4. Racconto d'inverno
5. Il fiume d'argento
6. Il cervo rosso
7. La cosa più preziosa
8. Volare alto
9. La montagna dell'aquila
10. Un vecchio amico
11. Il risveglio del drago
12. Storia di un eroe
13. La piuma di Theodor
14. Un dono dello Spirito della Taiga
15. Tormentina
16. Una piccola prodezza
17. La fuga dei pennuti
18. Il trovatello
19. L'ispirazione perduta
20. Battaglia navale
21. La sfortuna
22. Il popolo del sole
23. Il mistero della foresta bruciata
24. Gli eroi della taiga
25. Un amico innamorato
26. I campioni del Natale